# Західний Машоналенд
Західний Машоналенд (англ. Mashonaland West Province) — провінція в Зімбабве. Адміністративний центр — місто Чинхої.

## Географія і економіка
Провінція Західний Машоналенд знаходиться в північно-західній частині Зімбабве. Площа її становить 57 441 км².
Північ провінції Західний Машоналенд займають круті береги русла річки Замбезі; землі тут неродючі, слабо заселені (в деяких районах півночі населення взагалі відсутня), і використовуються як території для національного парку. З великих підприємств на півночі Західного Машоналенд можна назвати лише побудовану на Замбезі Кариба ГЕС. Міста півночі провінції - Кариба і Карої. Південна частина провінції, на відміну від північної, родюча, щільно заселена, з інтенсивно розвиваючимся сільським господарством. Тут знаходиться велика кількість міст - Кадома, Чинсі, Чегуту, Музвезве, та інші. Розташоване поблизу столиці країни Хараре, аграрний південь Західного Машоналенду відтягує на себе надлишок робочої сили столичного регіону.

## Населення
За даними на 2013 рік чисельність населення складає 1 356 652 людини ; переважно це представники народу шона.
 Динаміка чисельності населення провінції по роках: 
| 1982   | 1992    | 2002    | 2013    |
| ------ | ------- | ------- | ------- |
| 858962 | 1057736 | 1222583 | 1356652 |

## Адміністративний поділ
В адміністративному відношенні провінція Західний Машоналенд підрозділяється на 6 районів:  Чегуту, Хурунгве, Кариба, Кадома, Маконде, Звімба.